# 辛旗
辛旗（1961年12月—）字重光，滿族，祖籍河北定州，生於北京。中國人民解放軍少將。原中國人民解放軍總政治部聯絡部副部長、和平與發展研究中心研究室主任、中華文化發展促進會副會長、中國國際友好聯絡會副會長。在解放軍中被視爲「才子」，对国际关系、台灣問題、中华文化等方面都有研究。

## 生平
辛旗出生于北京，其父親為中華人民共和國官員。小學及中學期間经历文革，中學畢業後下乡插队到農村生產隊工作。1979年，考入河北大學哲学系，毕业后取得哲學學士学位。1983年进入中国社会科学院读研究生。1985年，出任华艺出版社编辑部副主任。
1980年代，辛旗與台灣學者陳鼓應、韋政通等人來往，開始研究台灣問題。1985年，進入中共中央對台政策諮詢名單。1986年開始參與黃埔軍校同學會的各項活動。1988年，協助創立《黃埔》刊物，持續在上面發表多篇文章。1990年起，历任和平与发展研究中心副研究员、研究员、研究室主任。1991年發表論文《台灣社會的三階段變遷論》，此後陸續發表了多篇著作。
1994年，辛旗到台湾國立政治大學擔任為期三個月的訪問學者，在這三個月中，走遍台灣各縣市，深入了解台灣，期間曾至金門，是金門開放觀光後首位到訪的中國學者。同年，参加中美战略对话，担任台湾问题小组召集人。1995年，兩岸關係因李登輝訪美而陷入低潮后，辛旗參與多份對台文件的起草，成为中華人民共和國政府對台政策的主要智囊之一。1996年，辛旗应克林顿政府邀請，赴美国访问一个月，與美國政界、学界、军界人士交換意見。1997年、1998年多次参与中美二轨对话。2000年参与中、美、日三国高层战略磋商。2001年起多次率团访问美国、印度、韩国、蒙古、朝鲜、古巴、巴西等国。自1990年代起，他还担任全国台湾研究会理事、中国战略与管理研究会理事、中国宗教学会理事。
辛旗一直在中国人民解放军总政治部系统任职，曾是總參二部高級研究人員，以國際戰略研究學會研究員身份對外活動。在葉選寧任中国人民解放军总政治部联络部部長時，辛旗與沈衛平成為葉選寧倚重的幕僚。1991年，張學良及夫人由台灣至美國探親。鄧小平對此高度重視，中共中央以鄧穎超名義發出私人邀請函，邀請張學良回中國訪問。葉選寧指派辛旗負責起草此邀請函稿。在沈衛平任中華文化發展促進會副會長時，辛旗任秘書長。1991年鄧文儀率中華黃埔四海同心會謁陵訪問團至中國訪問，與黃埔軍校同學會交流，並獲中國國家領導人江澤民接見，此後台灣退役將領經常性組團至中國訪問，與黃埔軍校同學會互動。在1994年後，此類訪問由中華文化發展促進會協助接待，辛旗為主要負責人。2009年辛旗晉升为中國人民解放軍少將（香港《明報》则报道，受王慶前洩密案影响，有关部门的人员晋升冻结，辛旗直到2010年中才正式晋升）。同時，辛旗还出任中國人民解放軍總政治部聯絡部副部長。
辛旗曾參與兩次辜汪會談的籌辦與會談，親歷九二共識的形成過程。在1998年上海辜汪會談結束後，曾負責安排汪道涵訪問台灣的行程。2000年起，辛旗历任中華文化發展促進會副秘书长、秘书长，曾數度陪同全国人民代表大会常务委员会副委员长許嘉璐訪问台灣，與台灣政治人物包括江丙坤、饒穎奇、許信良等人多有接觸。2005年曾參與《反分裂國家法》的起草及制定，在紀念抗戰60週年活動中，代表中華文化發展促進會，接待來自台灣的郝柏村、許歷農等黃埔退將。2009年任中国国际友好联络会副会长、中華文化發展促進會副會長。積極參與多個研討會，與海峡两岸學者共同討論台灣問題，推動兩岸合作互信與中國統一，如2011年在澳大利亚佛光山南山寺舉行的“南天會談”。
2012年，兩岸統合學會原準備舉行台北會談，邀請辛旗等人來台參加。當時陸委會不同意具解放軍身分及涉台事務人員來台參與，會議因此取消。後續會議改在中國大陆舉行，2013年在北京舉行的北京會談與築信研討會等，辛旗都曾參與。
辛旗批評，台灣在李登輝及陳水扁時代制定的歷史課綱，意識型態受到日本軍國主義的影響，使台灣年輕人走向台獨。在2008年馬英九當選中華民國總統後，辛旗曾透過蘇起與王曉波等人向馬英九傳達應該更改歷史課綱，以扭轉台灣年輕人天然獨的傾向，追求中國統一。後來馬英九政府於2013年成立課綱檢核小組推動課綱微調引發爭議。
2016年3月26日，辛旗證實，他曾與民主進步黨新潮流系大老洪奇昌密談，「包括我們跟他提出用『法政體系』做一個緩衝的餘地，然後再從憲法當中來慢慢解套、為台獨解套；他還是很認真的，他當時也聽進去了」。
辛旗對外主要以中國國際友好聯絡會副會長和中華文化發展促進會副會長身份活動。2013年香港《星島日報》報導，辛旗策劃建立了北京的無名英雄廣場，碑文也是出自其手筆。無名英雄廣場建成後，2014年1月23日辛旗陪同中華全國台灣同胞聯誼會會長汪毅夫等人瞻仰無名英雄廣場（起初列其官銜為總政治部聯絡部副部長，後改為中華文化發展促進會副會長）。
2014年，中华文化发展促进会副会长辛旗在“全美中国和平统一促进会联合会2014年年会”上发表了题为《以民族智慧促进和平统一，以历史责任推动民族复兴》的专题演讲。2015年4月21日，台湾《風傳媒》报稱辛旗被捕，香港媒體根据有关来源指出那是假新聞，辛旗仍在正常工作中。2015年5月20日，辛旗作为中华文化发展促进会副会长出席第六届“中山·黄埔·两岸情”论坛。2016年6月，辛旗代表中国国际友好联络会和中华文化发展促进会对台湾教授蔡玮（生前赞成两岸统一、反对台独，筆名「蔡逸儒」）的病逝表示哀悼。

## 情報工作
作家袁紅冰在2012年出版《被囚禁的臺灣》，書中認為，在2000年陳水扁當選中華民國總統後，胡錦濤下令由辛旗策畫了一系列情報作戰，用來打擊民進黨政府,行動代號為「囚戰略」。書中認為三一九槍擊案是由辛旗策動指揮。

## 观点
- 关于世界局势，2016年3月25日，中华文化发展促进会副会长辛旗在《中国评论月刊》2016年2月号发表专文《顺应时代潮流引领和影响人类文明及社会发展》认为：“冷战结束后，金融资本主义自认为实现了人类‘文明的终结’，挟资本之威横行全世界，导致了今天政治、经济、社会、生态等领域出现的各种乱象、矛盾和问题，在在反映出各地区人民要求重新审视人类上万年文明演进过程中所产生的理想、信念、观念和价值。文明要复兴、阶层要平等、社会要公正，正在以一种更为浩大的气势席卷全球，哪一种民族文明、哪一种社会制度、哪一种政治力量，把握住这个历史趋势，顺应这个时代潮流，就能够引领和影响人类文明和社会制度在哲学思辨中走向‘自由王国’，在政治实践中接近人的最终解放。”[35]
- 关于台湾问题，2013年，中华文化发展促进会副会长辛旗在“‘北京会谈’强化认同互信、探索政治安排研讨会”开幕致辞时说，共同坚持两岸最终走向统一的发展方向。两岸共同致力于提高社会文明程度和中国人的现代化水准，建设“富而好礼”、“公平正义”的社会，这是两岸和平发展过程中的责任，更重要的是和平发展必须指向最终统一，这是发展两岸关系的根本准则，是春秋大义。不讲统一的“和平发展”有可能演变成“和平分立”，造成两岸永久分裂，这是与“振兴中华”及中 华民族伟大复兴背道而驰的[36]。
- 关于王道思想，辛旗认为中国几千年的王道思想强调人与人之间的和谐，必将引导人们走向和谐共处的大康世界[37]。
- 关于台海现状，辛旗认为，两岸关系的现状是内战遗留问题，两岸的分歧显而易见，比如说双方的政治关系、台湾的政治定位、谈判所用的名称以及双方公权力机构互相之间是什么样的关系，以及双方法律体系之间处于一种什么样的关系等等，都要在“九二共识”的基础之上，通过谈判解决[38]。
- 关于釣魚臺列嶼主權問題，辛旗在2015年10月24日受訪時表示“钓鱼台属于宜兰管辖”。他强调，如果台湾军舰进入钓鱼台12海里，「我们非常欢迎」[1]。
- 关于南海问题，辛旗在2015年10月24日受訪時说，他認為，中美雙方不會為了南海問題開戰。兩岸在南海問題上，只要秉持「九二共識、反對台獨」的共同立場，在南海共同開發，並堅持在「一個中國」的原則下，採取不同於其他國家，也就是自身內部處理方式，就會有比較妥善的結果[39]。

## 著作
- 《中国历代思想史──魏晋南北朝卷》（台湾文津出版社1993年版）
- 《诸神的争吵──国际冲突中的宗教根源》（四川人民出版社1993年版）
- 《一个中国学者的世界话语》
- 《魏晋哲人阮籍评传》（台湾东大图书公司1995年版）
- 《文化新视野──看世界、论中国、说台湾》（华艺出版社1996年版）
- 《百年的沉思──回顾20世纪主导人类发展的文化观念》（华艺出版社2000年版）
- 《跨世纪思考——以台湾问题为焦点的综合研究》
- 《转型期的台湾政治》
- 《台湾宪政改革剖析》
- 《台湾社会三阶段变迁论》[8]
- 《国际战略环境的变化与台湾问题》
- 《地缘政治与中国圈》
- 《对海峡两岸政治谈判问题的研究》